# Gura Foii
Gura Foii è un comune della Romania di 2 263 abitanti, ubicato nel distretto di Dâmbovița, nella regione storica della Muntenia.
Il comune è formato dall'unione di 4 villaggi: Bumbuia, Catanele, Făgetu, Gura Foii.